# Cimarron-Klasse (1981)
Die Cimarron-Klasse war eine Klasse von Versorgungstankern der United States Navy. Die insgesamt fünf Einheiten des Typs kamen zwischen 1981 und 1983 in Fahrt, wurden jedoch bereits nach weniger als zwanzig Dienstjahren ab 1998 aufgrund hoher Betriebskosten sowie der Reduzierung der US-Flotte nach dem Kalten Krieg wieder ausgemustert. Zwischen 1990 und 1992 erhielten alle Einheiten der Klasse eine 35,7 Meter lange Rumpfsektion zur Vergrößerung ihrer Kapazität.

## Geschichte
Die Cimarron-Klasse wurde als Ersatz für die ab 1939 in Dienst gestellte, gleichnamige Klasse von Versorgungstankern geplant. Den Auftrag zum Bau erhielt die Avondale Shipyard, die Arbeiten an den Schiffen begannen 1978. Das Typschiff Cimarron lief am 28. April 1979 vom Stapel und wurde am 10. Januar 1981 in Dienst gestellt. Bis Januar 1983 folgten vier baugleiche Schwesterschiffe.
Die Einheiten der Cimarron-Klasse waren vor allem für die Versorgung von Flugzeugträger-Konvois konzipiert. Mit ihrem Fassungsvermögen könnten sie zwei Flugzeugträger und bis zu acht Zerstörer mit Treibstoff versorgen.
Zwischen 1990 und 1992 wurden alle Schiffe der Klasse mit einem zusätzlichen Rumpfstück um 35,7 Meter verlängert, um ihr Fassungsvermögen entsprechend zu erhöhen. In ihrer Dienstzeit kamen die Schiffe weltweit zum Einsatz, unter anderem im Zweiten Golfkrieg. Bereits ab 1998 wurden die Einheiten jedoch von der neuen Henry J. Kaiser-Klasse ersetzt. Grund hierfür waren die hohen Betriebskosten der noch mit Dampfkesseln betriebenen Schiffe, während die Henry J. Kaiser-Klasse über Dieselmotoren verfügte. Bis Juni 1999 wurden alle Cimarrons ausgemustert und in die Reserveflotte verlegt.
Zwischen 2012 und 2015 wurden alle Einheiten der Cimarron-Klasse zum Abbruch verkauft.

## Einheiten
| Name                     | Werft                          | Kiellegung      | Stapellauf      | Indienststellung  | Außerdienststellung | Verbleib                   |
| ------------------------ | ------------------------------ | --------------- | --------------- | ----------------- | ------------------- | -------------------------- |
| USS Cimarron (AO-177)    | Avondale Shipyard, New Orleans | 18. Mai 1978    | 28. April 1979  | 20. Januar 1981   | 15. Dezember 1998   | 2012 zum Abbruch verkauft  |
| USS Monongahela (AO-178) | Avondale Shipyard, New Orleans | 15. August 1978 | 4. August 1979  | 5. September 1981 | 20. September 1999  | 2015 zum Abbruch verkauft  |
| USS Merrimack (AO-179)   | Avondale Shipyard, New Orleans | 16. Juli 1979   | 17. Mai 1980    | 14. November 1981 | 18. Dezember 1998   | 2013 zum Abbruch verkauft  |
| USS Willamette (AO-180)  | Avondale Shipyard, New Orleans | 4. August 1980  | 18. Juli 1981   | 18. Dezember 1982 | 30. April 1999      | 2014 zum Abbruch verkauft. |
| USS Platte (AO-186)      | Avondale Shipyard, New Orleans | 2. Februar 1981 | 30. Januar 1982 | 29. Januar 1983   | 30. Juni 1999       | 2014 zum Abbruch verkauft  |